# Wildgehege Dodenau
Koordinaten: 51° 1′ 59,2″ N, 8° 34′ 48″ O
Das Wildgehege Dodenau ist ein etwa 10 ha großer Wildpark bei Dodenau, einem Stadtteil von Battenberg (Eder) im Landkreis Waldeck-Frankenberg in Hessen (Deutschland).
Das Gehege ist Heimat vor allem für Rot- und Damwild, aber auch Mufflons, Sikawild und Schwarzwild finden sich hier. Normalerweise ist das Gehege mit etwa 40 – 50 Tieren besetzt. Die Tiere sind so zutraulich, dass sie Besuchern teilweise aus der Hand fressen.
Zum Gehege gehört ein Waldlehrpfad, auf dem Lehrtafeln über den Wald als Lebensraum und über die heimische Tier- und Pflanzenwelt informieren. Außerdem gibt es einen Spielplatz und einen Grillplatz.
Das Gehege ist ganzjährig geöffnet, und der Eintritt ist kostenlos. Führungen werden angeboten.